# Inion
El inion es la proyección más prominente del hueso occipital en la parte posterioinferior  del cráneo humano. El ligamento nucal y el músculo trapecio se insertan a este nivel.
El término protuberancia occipital externa (protuberantia occipitalis externa) se utiliza a veces como sinónimo, pero con mayor precisión el término "inion" se refiere al punto más alto de la protuberancia occipital externa.
El inion se utiliza como un punto de referencia en el sistema de 10 a 20 en la grabación de electroencefalograma (EEG).

## Etimología
La palabra ἰνίον (iníon) es la palabra griega para el hueso occipital.

## Imágenes adicionales

Vista lateral del cráneo, que muestra las relaciones de la superficie de los huesos. (Inion visible a la derecha).